# 埃里克·阿克塞尔·卡尔费尔特
埃里克·阿克塞尔·卡尔费尔特（瑞典語：Erik Axel Karlfeldt，1864年7月20日—1931年4月8日），瑞典诗人。1864年7月20日出生于福尔克纳教区的卡尔博，1931年4月8日在斯德哥尔摩的恩耶尔布雷克特区去世。1904年获选为瑞典学院院士，1913年起任学院常任秘书，直到去世。1931年获死后凭借作品《荒原和爱情》追授诺贝尔文学奖。获奖理由： “由于他在诗作的艺术价值上，从没有人怀疑过”。出版有诗集《荒原和爱情》、《弗利多林之歌》、《弗利多林乐园》、《弗罗拉和波莫娜》、《弗罗拉和贝洛娜》、《秋天的号角》等。

## 早年

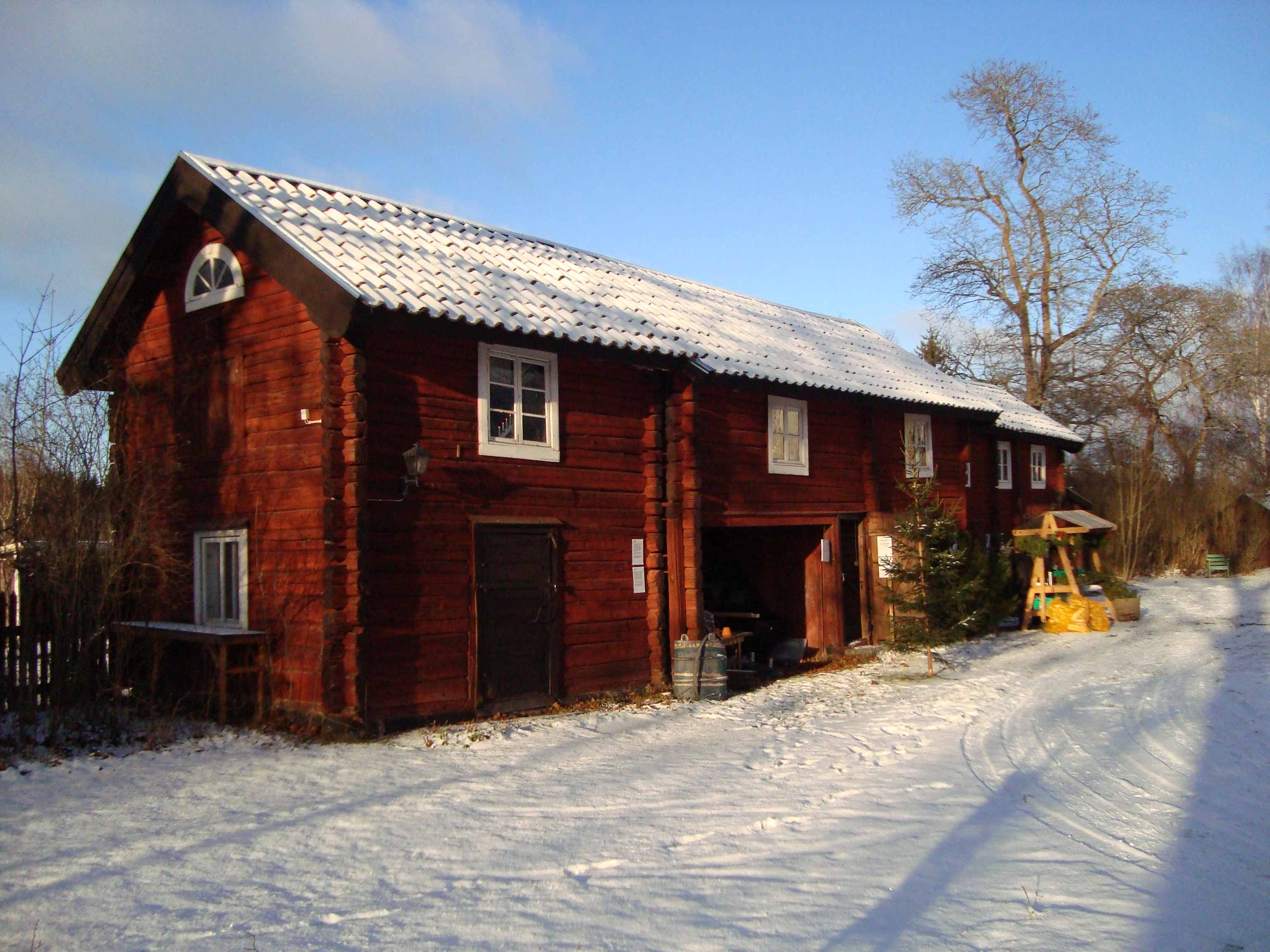
达拉纳卡尔博的托尔夫曼斯耶尔登农场，卡尔费尔特在此出生并长大

卡尔费尔特出生在在达拉纳东南部的福尔克尔纳教区卡尔博村的托尔夫曼斯耶尔登农场。他的父亲是来自尤拉尔博的农民埃里克·埃里克松，母亲是安娜·扬斯多特尔来自卡尔博以北的希特贝肯；后来取姓为卡尔费尔特。教区牧师阿克布卢姆认为埃里克·阿克塞尔很有学习天分，能够进一步深造，他于是在1878年进入了韦斯特拉斯文法学校。在学校，他是有15名男生的最好的班级的一员，还是校文学社的成员。他的住处基尔克贝肯当时是城市的郊区，一到假期他就回到卡尔博的家中。1882年夏，他曾做过横穿达拉纳的徒步旅行。1884年秋，他遇到了体操老师的女儿、年轻的安娜·博林，二人坠入了爱河。虽然毕业后就没有与她重会，但博林成为了他后来许多爱情诗的灵感来源。
父亲埃里克松负了债，农场陷入困顿。他开始伪造汇票承兑票据及亲属的签名。这些行为最终被发现了，1885年5月，他被逮捕，并在6月被萨拉的法院判处詐欺罪，需在郡监狱服两年苦役。这时埃里克·阿克塞尔以优良的成绩拿到了学位。他的童年的住所被迫拍卖，他父亲犯罪所带来的耻辱，都对年轻的埃里克·阿克塞尔产生了很大冲击。

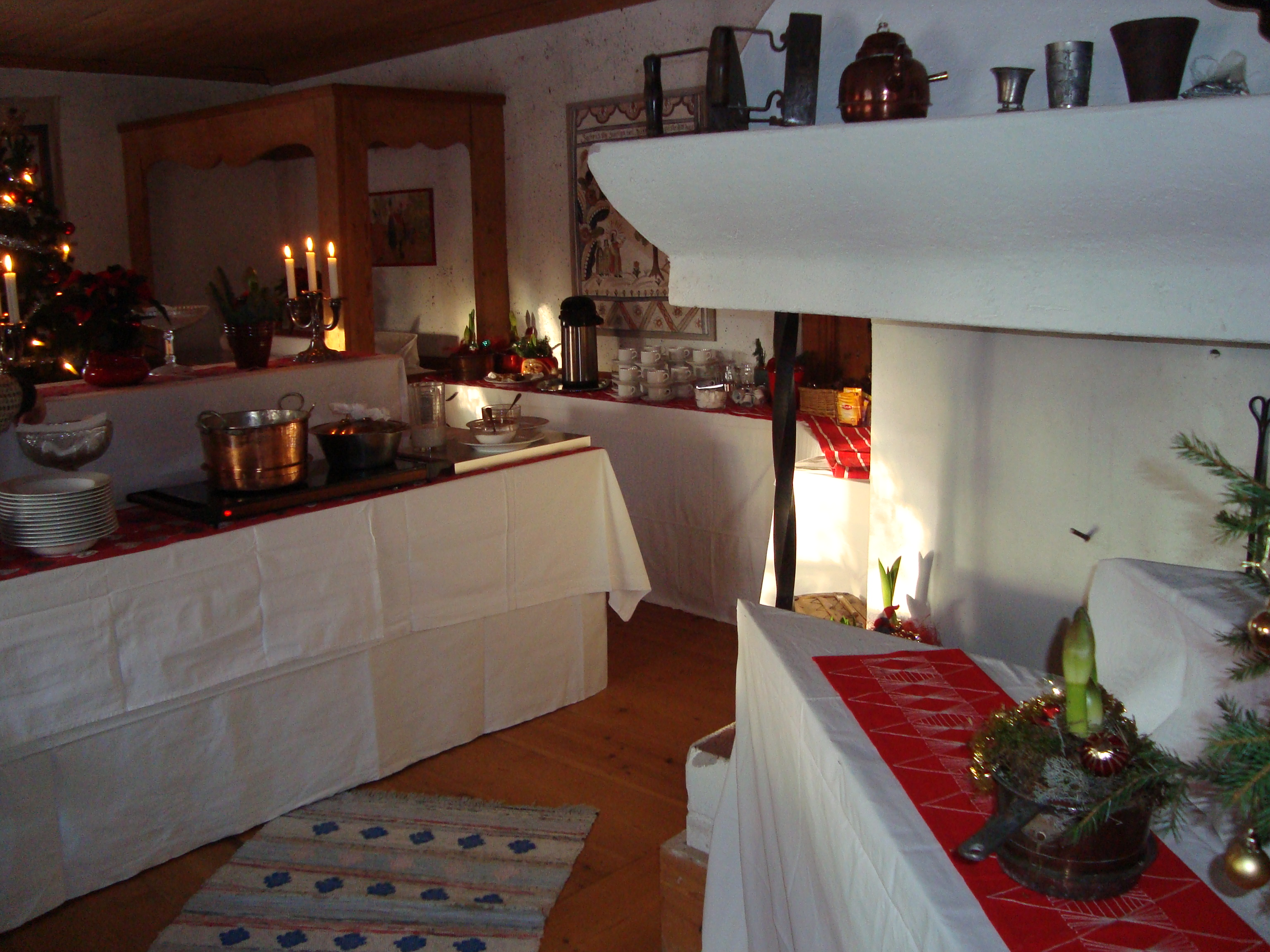
托尔夫曼斯耶尔登农场别墅室内景

## 尤尔斯霍尔姆

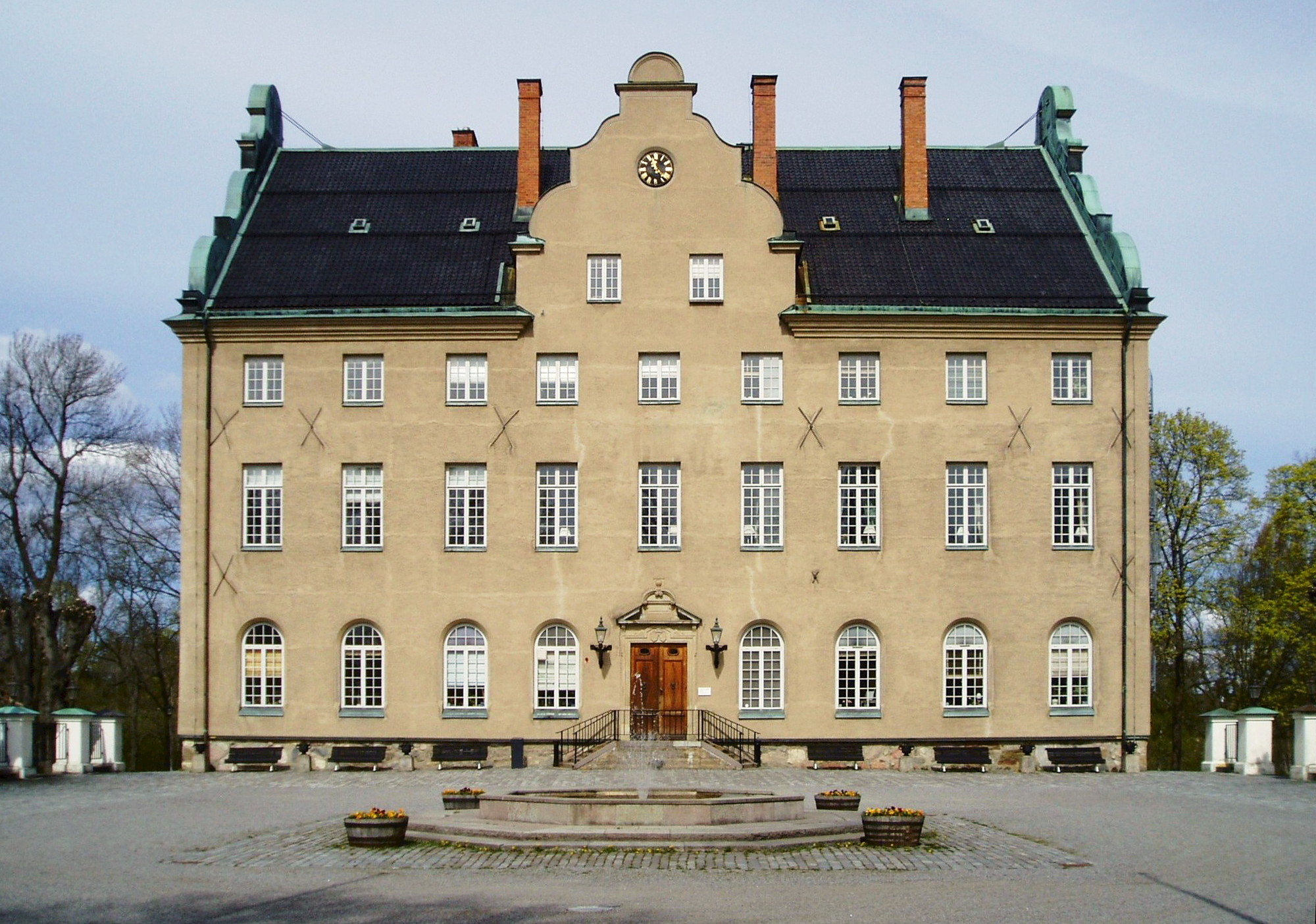
1893至1895年，卡尔费尔特住在尤尔斯霍尔姆堡的三层楼顶楼上

卡尔费尔特于1885年秋季进入乌普萨拉大学攻读美学专业。他囊中羞涩，只能在约特街7号的最简陋的房间里勉强糊口。1886年夏天，他开始在耶姆特兰省布雷谢做家教，直到1887年春天他转到20公里之外的耶勒。1887年秋，他返回乌普萨拉。1888年初，他因为钱财耗尽而被迫终止学业，绝望中的他写信给叔叔求助，上面甚至伪造了父亲的签名。结果叔叔对此无动于衷，整个1888年春天，他都没有工作，一直呆在他父母位于克雷尔博的家中。暑假期间，他在克吕尔博一位省级医生家里做家教。
1888年秋，卡尔费尔特的境遇迎来了转机：他写信给《瑞典晚报》的主编恩斯特·贝克曼，要求担任记者。贝克曼年轻时写过诗并出版了诗集，当他看到这位年轻学生的诗作时，给他一个试用期。正式为了这份工作，他起用了“卡尔费尔特”这一姓氏。贝克曼决定在经济上资助他完成学业。他从熟人圈子里凑了几百克朗，卡尔费尔特在2月的道路这笔能够让自己返回乌普萨拉学习的款项。卡尔费尔特因而成了贝克曼家的常客。贝克曼的妻子露易丝·伍兹是美国人，露易丝的母亲莎拉·伍兹·贝克也住在这所房子里。卡尔费尔特用英语与他们交谈。伍兹·贝克自称出生在新英格兰，但在瑞典她用瑞典语出版了好几本书，因而这些书的稿件很可能是卡尔费尔特帮忙校对的。贝克曼的朋友圈还包括卡尔·斯诺尔斯基和维克多·吕德伯格。
卡尔费尔特之前曾不具名发表过一些诗歌，但在1890年代初，他写信给瑞典杂志的编辑、文学评论家弗兰斯·冯·舍勒。舍勒对卡尔费尔特寄出的诗给予了积极的评价，1891年卡尔费尔特再次与他联系后，他的四首诗首次以自己的名字发表在报纸上。
1892年5月，卡尔费尔特获得学士学位，他主修的学科包括拉丁语、日耳曼语言、北欧语言、矿物学和地质学、理论哲学、美学以及文学艺术史。贝克曼被迫退出晚报，转任尤尔斯霍尔姆公司首席执行官。该公司由亨里克·帕尔梅创立，旨在在斯德哥尔摩郊外的尤尔斯霍尔姆堡建造一座城市花园城市，而第一个为公司造房子的是贝克曼。1890年代最初几年，尤尔斯霍尔姆住宅小镇慢慢发展了起来，街道以当时流行的古代北欧精神命名。贝克曼还是尤尔斯霍尔姆个人教育机构的校董会成员。1893年春天，一位教师因故请假，贝克曼举荐了卡尔费尔特做替代者。当年秋天，卡尔费尔特出任瑞典语、英语和德语教师，年薪为1200克朗。
尤尔斯霍尔姆联合学校位于尤尔斯霍尔姆城堡内，卡尔费尔特在那里的三楼有一间小房子。学生人数有限，他是四班的班主任，那个班只有两个学生。以前的学生回忆说，卡尔费尔特是一位非常好的瑞典语老师，但他也不得不教他不太懂的科目：地理和历史。尽管没有直接提及尤尔斯霍尔姆，但他的处女作诗集中的许多诗歌都是他在阁楼或城堡大厅散步时创作的。
卡尔费尔特与学生们相处融洽。这所学校是男女合校，卡尔费尔特对女学生和蔼可亲，引发了一些流言蜚语。除了卡尔费尔特在他的阁楼上接待了学生来访之外，没有任何实质性或具体的证据来证实这些传言。但这些传闻还是激怒了向学校董事会投诉的一位老师。由于此时男女合校颇有争议，董事会不希望学校陷入丑闻，并让贝克曼要求卡尔费尔特离开学校。
卡尔费尔特从学校校长和学校督察维克多·吕德伯格那里获得了非常正面的评价，这份评价说卡尔费尔特“表现出非凡的热情，教学技巧广受赞美，过着光荣的生活”。吕德伯格和学校校长卡尔·埃里克松还在1895年4月9日给卡尔菲尔德的评语中写道：“在这种情况下，我们借此机会强调候选人卡尔费尔特拥有的出色的瑞典语能力。”不过，贝克曼还是让卡尔费尔特离开了。这也意味着他与贝克曼及其家人的六年共同生活的结束。日后他们之间不再往来频繁。1898年秋，卡尔费尔特将他的弗里多林诗篇寄给贝克曼，贝克曼对卡尔费尔特重访尤尔斯霍尔姆表示欢迎。然而，这次访问最终没有成行，贝克曼于1916年移居美国加利福尼亚，死后被安葬在尤尔斯霍尔姆的墓地。卡尔费尔特发表了悼词，感谢逝者当年的知遇之恩。

## 崭露头角
1895年夏天，卡尔费尔特完成了他的处女诗集《荒原和爱情》，该书于同年圣诞节前夕由塞利格曼的出版商出版。在《我们的国家》杂志上，文学评论家卡尔·戴维·阿夫·维尔森评论说这本诗集很有前途，但批评它的技巧。这本书没有受到读者的追捧，只卖出了几百本。
在处女作中，卡尔费尔特并没有采用复杂的韵律，而是经常使用颠倒的词序来正确押韵，例如“om mig ska du drömma”（关于我，你可以梦想）而不是“drömma om mig”。卡尔费尔特后来避免使用颠倒词序。作者偏爱的是民谣诗律，而不是传统诗律，例如六步格、亚历山大体或当时流行的十四行诗、合组歌或三韵体。这意味着全诗被分成具有相同行数和相同音步的诗节。当然，诗节的长度、韵律的特征和韵律的数量也可以变通。

## 莫尔科姆和乌普萨拉
1895年3月，卡尔费尔特写信给莫尔科姆民办高中的校长，表示想谋求一个临时职位。他得到了这份工作，当10月底学期开始后，卡尔费尔特再度成为教师。他教授瑞典语、历史、写作，以及经济学——对这一学科卡尔费尔特并不是很在行。在学期开始几周后给他弟弟的一封信中，他写道：
“我对工作很满意，虽然颇为辛苦，但我正值壮年，这又有何关系？我可以和35个大块头农村青年打交道，说他们都聪明，谈不上，但说他们全都彬彬有礼，乐于接受教导，我们非常同意。”
莫尔科姆民办高中由校长毛里茨·蒂塞尔领导，卡尔费尔特在同一封信中将他描述为一个有尊严、但脾气暴躁的人。蒂塞尔与时年39岁的米娜结婚，米娜的哥哥是律师、后来出任首相的哈马舍尔德。二人婚姻不幸，没有孩子，莫尔科姆对米娜来说太小了，她在大城市长大，习惯了上流社会的习惯和知识分子圈子。在莫尔科姆，她不得不照顾家庭，可人们还是经常说她不切实际。她与塞尔玛·拉格洛夫相识并读过海登斯坦的作品。新来的瑞典语老师卡尔费尔特成为了她的密友，1896年4月，卡尔费尔特觉得自己不能再这样下去了。从莫尔科姆出发，蒂塞尔夫人来到火车站，登上了火车；但她在代耶被丈夫接走并返回莫尔科姆。没有人确切知道发生了什么，三名当事人都没有就此事写过任何信件或发表任何评论。不过，蒂塞尔夫妇于1896年5月分居，米娜之后搬到了斯德哥尔摩，住在她母亲那里；她于1898年8月正式离婚。十多年后，她和卡尔费尔特同住在斯德哥尔摩的卡拉韦根的一幢公寓里。两人的相遇似乎在所难免。卡尔费尔特第二部诗集中的诗《伊琳娜》被认为是关于米娜的。
卡尔费尔特回到乌普萨拉撰写研究生论文，并靠奖学金养活自己，同时着手创作他的下一部诗集。在乌普萨拉，他结识了与妹妹塞西莉亚一起搬到那里的诗人古斯塔夫·弗勒丁。弗勒丁在卡尔费尔特发表诗作之前就阅读了他的稿件，并给他提了很好的建议。1898年春天，卡尔费尔特提交了关于英国剧作家亨利·菲尔丁的毕业论文，重点分析了他的小说《约瑟夫·安德鲁斯》。
1898年，瓦爾斯特羅姆與維德斯特蘭德出版了卡尔费尔特的第二部诗集《弗里多林之歌》。在其中，卡尔费尔特创造了弗里多林，他在诗中的自我，一个上过学但选择务农并在业余时间写诗的农民儿子——一个有产农民和文化人的混合体。弗里多林同样出现在卡尔费尔特的第三部诗集《弗里多林乐园和达拉那传统画写意诗》中。这个诗中人物最值得注意的是，除了几首诗之外，他没有在书中现身。这些诗歌具有文学特色，其语言灵感来自《卡尔十二世版圣经》和《农夫年鉴》。影响卡尔费尔特的诗人包括17世纪的维瓦柳斯、谢恩耶尔姆和拉塞·卢西多尔。这些诗还包含了取自贝尔曼歌谣的韵律。在他的处女作中，卡尔费尔特将一些诗献给达拉纳，现在他将在他的诗中回归达拉纳。达拉纳不仅因其美丽而受到赞誉，它还是一个未受现代化影响的理想之地，拥有山谷丘陵、避暑别墅和自由的农人。山谷浪漫来得正是时候。达拉纳出现在塞尔玛·拉格洛夫于1901年出版的小说《耶路撒冷》第一部中，也展现在安德斯·佐恩和卡爾·拉松的画笔之下，因而声名远播。对卡尔费尔特来说，达拉纳是他的阿卡迪亚，达拉纳的独立农人便是它的牧羊人。

## 斯德哥尔摩

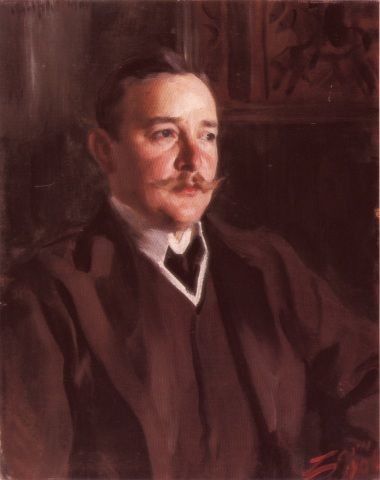
《埃里克·阿克塞尔·卡尔费尔特在佐恩庄园的餐厅》。安德斯·佐恩作于1906年

毕业后，卡尔费尔特留在乌普萨拉，他获得了奖学金，得以继续撰写博士论文。然而，1898年底，他搬到了斯德哥尔摩。他最初在斯德哥尔摩公民学校找到了一份兼职英语教师的工作。业余时间，他坐在皇家图书馆写论文；他在1900年的某个时候放弃了这份工作，同年秋天，他在皇家图书馆谋得了高级助理教授的职位，斯诺尔斯基是这里的首席馆长。不过，这一年他又经历了一段不愉快收场的恋情；对象的详细信息甚至姓名都没有史料记载。卡尔费尔特本人在给他的朋友兼文学评论家弗雷德里克·维特伦德的一封信中讲述了他在1900年秋天的生活：
“图书馆的工作让我很满意。唯一令人难过的是，赚不到什么钱，至少现在是如此。如果我不能像一个自由人一样坐在我自己的庄园里，我不知道在哪里能比在图书馆更好，在它的殿堂里，古老和新生的智慧和平共处。我在那里度过了一天中最美好的时光。来吧，这样我就可以骑着滑雪板冲向它植被茂密的边界，我仍然看到那肮脏的灰色穿透我的窗户。”
图书馆的工作每天只有两个半小时，工资微薄，因此卡尔费尔特继续在中产阶级学校教书，在报纸上写诗并翻译外国小说。 一开始他住在孔斯滕斯街，几个月后住在恩耶尔布雷克茨街4号，1902年秋天住在厄斯特马尔默的班内尔街17号。1899年起，他获得了瑞典学院1000瑞典克朗的年度奖学金，并用这笔钱于1901年秋季前往意大利旅行。1901年12月，出版了他的第三本诗集《弗里多林乐园和达拉那传统画写意诗》。1903年，他成为农业学院的正式图书管理员。1904年他被选为瑞典学院院士，是1890年代出生的人里首位获得这一荣誉者。贝里斯滕认为是他民族浪漫主义诗歌的保守风格使他得以脱颖而出。
在前往意大利之前，卡尔费尔特是恩耶尔布雷克茨街4号的玛蒂尔达·冯·迪本的租户。1902年春天回国后，他开始与迪本家的女仆格尔达·霍尔姆伯格同居。1903年8月，格尔达生下了她的儿子福尔克。卡尔费尔特送给她一束玫瑰花，但他似乎并不想通过结婚来确认这段关系，不过他承担了经济责任。 那时他遇到了奥戈特·利德福什，出生于1876年，是律师埃里克·利德福什的妻子。1903年，他们似乎已经开始交往。她知道卡尔费尔特让格尔达·霍姆伯格生了孩子，并帮忙为福尔克在斯德哥尔摩找到了一个寄养家庭。1905年夏天，奥戈特·利德福什前往瑞士生下她和卡尔费尔特的孩子，但分娩过程并不顺利，孩子一出生就夭折了。通过种种情况，埃里克·利德福什么得知了真相，奥戈特选择了与卡尔费尔特分手。

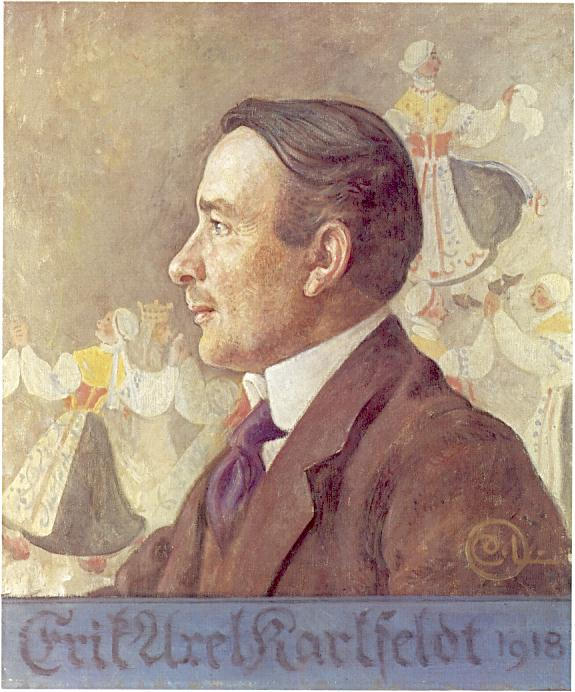
1918年的卡尔费尔特。卡尔·拉松绘。

卡尔费尔特那些流传下来的信件中流露出对儿子的父爱。由于儿子的关系，卡尔费尔特不得不与格尔达保持联络。卡尔费尔特在第一批信件中刻意与格尔达保持距离，直到1906年他才开始在信中使用“你”。卡尔费尔特有可能与出生于1883年的理疗师格尔达·韦塞尔发生了交往。但很难了解他们的交情有多深。1911年，格尔达·韦塞尔与艺术家阿尔维德·福格斯泰特结婚。

## 成名诗人

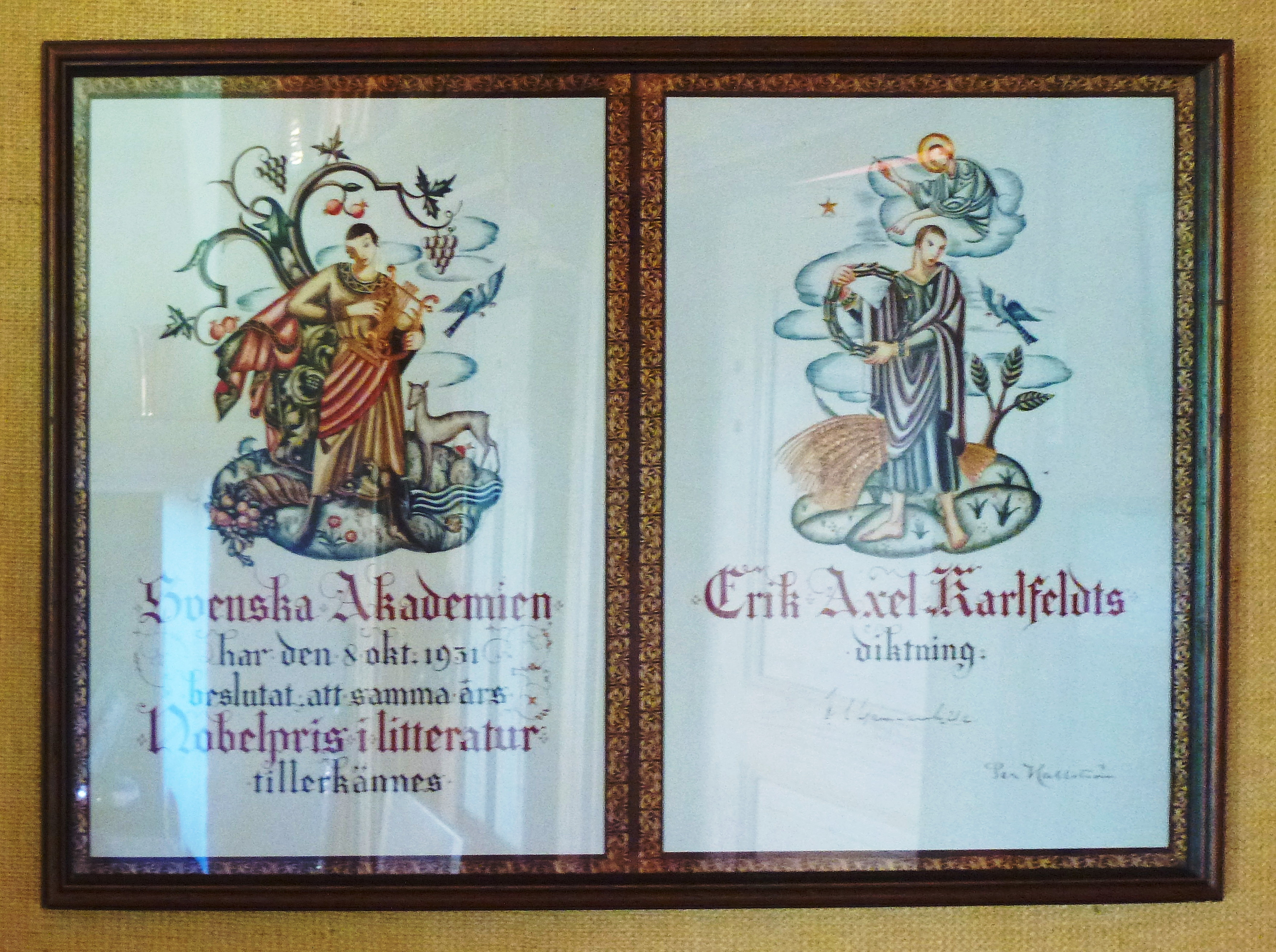
诺贝尔奖证书

J·A·G·阿克所绘卡尔费尔特肖像，1916年

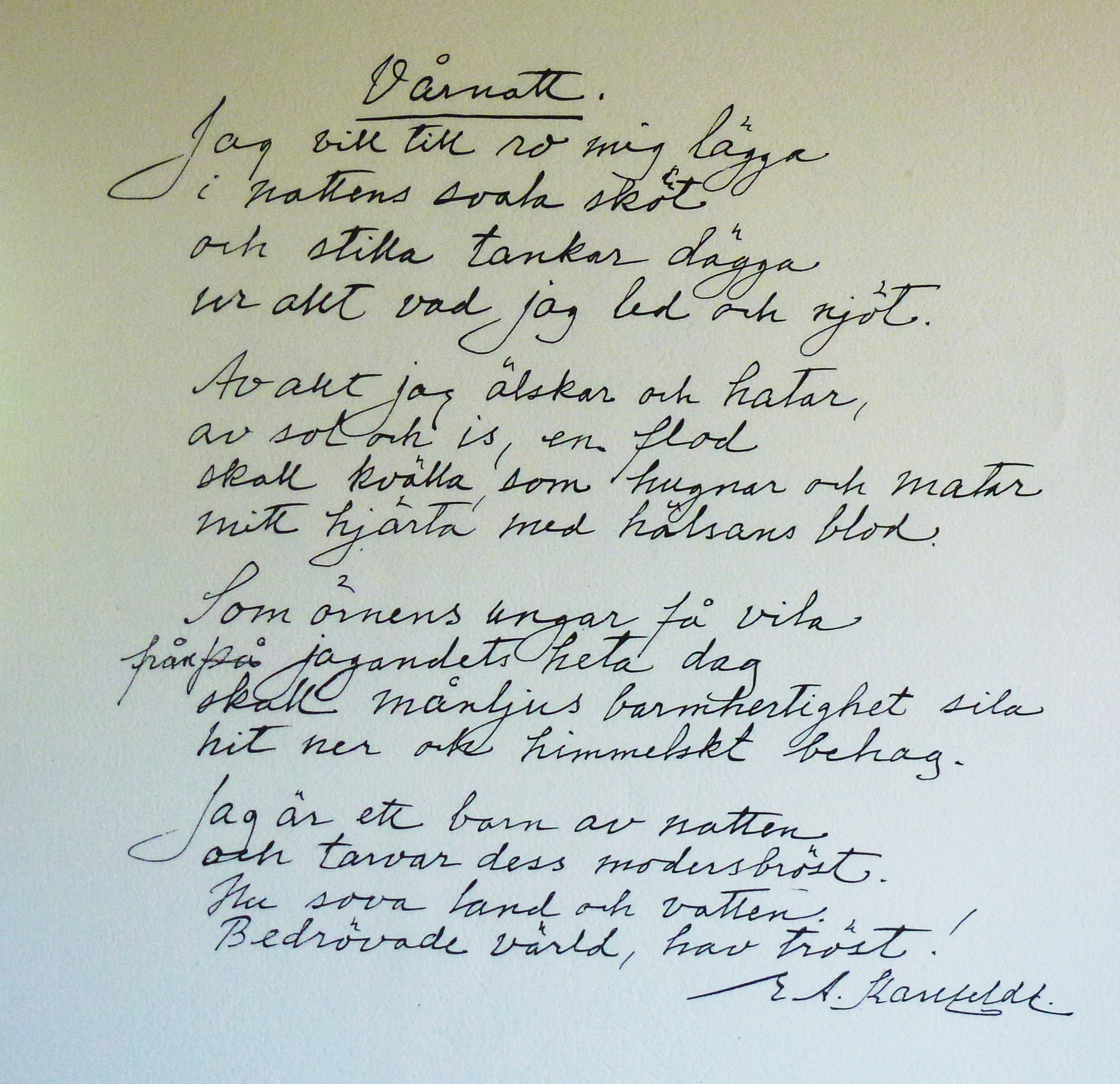
卡尔费尔特《春夜》手稿

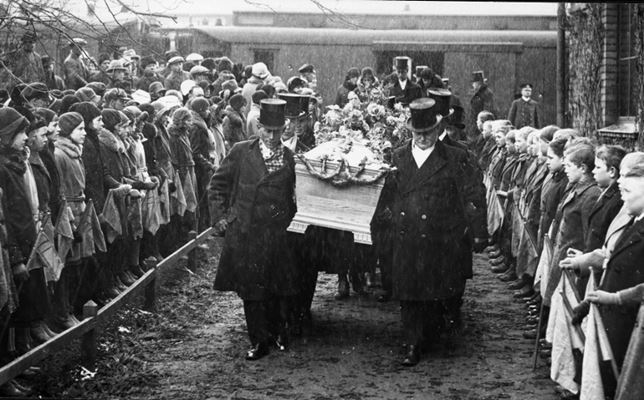
1931年4月12日，卡尔费尔特的棺材被抬至斯德哥尔摩大教堂举行葬礼。

进入学院后，卡尔费尔特越来越有声望，财务状况也稳步改善。1904年底，卡尔费尔特在卡拉韦根41号购买了一套公寓，他一直在那里住到1909年。在格尔达·霍尔姆伯格和她姐姐搬进来之前，他聘请她担任了一段时间的管家，从而对她负责。这段时间里他们保持同居，1907年4月她生下另一个男孩——苏内。卡尔费尔特在奥瑟街为她安排了一间单间公寓，她和苏内住在那里。
卡尔费尔特随后开始向雕塑家约翰·伯耶森的女儿、艺术家莱娜·伯耶森展开追求。两人于1898年在利德福什夫妇的一次晚宴上相识，并在接下来的几年里频繁见面。他追求她，但当时她还不想重点考虑个人问题，因为她想照顾失明的父亲。1910年她父亲去世后，二人爱火重燃，直到她得知卡尔费尔特和她以前的管家有两个孩子。伯耶森想要嫁给他，但卡尔费尔特却说这是不可能的。以后两人便不常见面了。在一封信中，伯耶森写道：“他是我的初恋，也是我最伟大的爱，这种爱永不消逝，就像能够原谅一切一样。”
1913年初，卡尔费尔特接替卡尔·戴维·阿夫·维尔森成为瑞典学院的常务秘书。三月份，他患上了感冒，很快就酿成了严重的肺炎。他最终康复了，并和格尔达·霍姆伯格一起前往达拉弗洛达的一所寄宿公寓，这是他们第一次公开露面。当他从疾病中恢复过来时，他决定是时候娶格尔达了。出于种种原因，他推迟了这件事。1915年3月，格尔达生下了一个女儿安娜·布兰泽弗洛。1916年6月19日，埃里克·阿克塞尔·卡尔费尔特和格尔达·霍尔姆伯格在卡塔林纳教区牧师奥斯卡·汉森家中举行了婚礼。为了不引起注意，卡尔费尔特暂时将登记地点写为南岛。 
1916年秋，全家人搬到了利丁厄的别墅，苏内开始在维特洛克斯卡混合学校上学，而福尔克开始在厄斯特马尔姆的教育机构。1917年，另一个女儿乌拉出生。1918年10月，全家搬到莫塞巴克广场14号的一套五室公寓。秋天，他的诗集《福罗拉与波莫娜》出版。一年后，他在瑞典学院的同事准备授予他当年的诺贝尔文学奖，但卡尔费尔特拒绝了。夏天在达拉纳度过。1921年，他在莱克桑德郊外的许加雷比买了一座小屋，包括一块土地和一个谷仓。这就是桑斯庄园，他们于1922年5月准备搬入。尽管他们在斯德哥尔摩的厄斯特马尔姆街仍有一套八室公寓，但所有假期都在达拉纳度过。卡尔费尔特此时的收入非常高。他的主要收入是瑞典学院的年薪12000瑞典克朗。安德斯·佐恩设立了贝尔曼奖，条件是卡尔费尔特将享有10000瑞典克朗的年金。此外，还有各种零碎收入。1923年他一共进账为35000瑞典克朗，1926年为32000瑞典克朗，1928年为40000瑞典克朗。
1920年代后半期，他每年都会与妻子一起出国旅行，前往哥本哈根、巴黎和意大利。1927年秋，出版诗集《秋天的号角》，受到评论界的好评。第一版5000册在一周内售罄。
1931年冬春之际，卡尔费尔特患上了支气管炎。他康复了，但在复活节又病倒了。第二天，他的病情似乎正在好转，但在4月8日凌晨0时58分，他突发心绞痛，在家中去世。古纳尔·迪德里克松医生伴随在他病床之前。葬礼于4月12日在大教堂举行。在仪式之前，棺材从厄斯特马尔姆街游行到教堂。主持葬礼的是大主教纳坦·瑟德布卢姆和教区长奥斯卡·汉森。第二天，卡尔费尔特被安葬在克吕尔布郊外的福尔克纳公墓。
卡尔费尔特去世后，他的妻子以75000瑞典克朗的价格将其作品版权卖给了图书出版商瓦爾斯特羅姆與維德斯特蘭德。10月，卡尔费尔特被追授诺贝尔文学奖，奖金总额为173206瑞典克朗。因此，卡尔费尔特成为了唯一在死后获得文学奖的人。自1974年以来，诺贝尔基金会的章程不再允许追授奖项。他的获奖理由——“埃里克·阿克塞尔·卡尔费尔特的诗歌”——是诺贝尔奖史上最简短的授奖理由。
格尔达·卡尔费尔特于1981年去世。她被埋葬在福尔克纳公墓、丈夫的墓旁。卡尔费尔特的半身像于1932年7月24日在福尔克纳的家传农场揭幕。